# Halowe Mistrzostwa Świata w Lekkoatletyce 2004 – pięciobój kobiet
Pięciobój kobiet – jedna z konkurencji rozgrywanych podczas halowych mistrzostw świata w lekkoatletyce w 2004, zmagania w niej odbyły się 5 marca.
Do konkursu zgłoszonych zostało 8 zawodniczek, po jednej z każdego kraju.
Zawody w tej konkurencji wygrała reprezentantka Portugalii Naide Gomes. Drugą pozycję zajęła zawodniczka z Ukrainy Natalija Dobrynska, trzecią zaś reprezentująca Litwę Austra Skujytė.

## Wyniki

### Bieg na 60 m przez płotki
Źródło: 
| Miejsce | Zawodniczka        | Państwo           | Wynik | Uwagi |
| ------- | ------------------ | ----------------- | ----- | ----- |
| 1.      | Karin Ruckstuhl    | Holandia          | 8,39  | PB    |
| 2.      | Natalija Dobrynska | Ukraina           | 8,48  | PB    |
| 3.      | Naide Gomes        | Portugalia        | 8,48  |       |
| 4.      | Iryna Butar        | Białoruś          | 8,59  | SB    |
| 5.      | Tia Hellebaut      | Belgia            | 8,61  |       |
| 6.      | Austra Skujytė     | Litwa             | 8,69  | PB    |
| 7.      | Larissa Netšeporuk | Estonia           | 8,78  | SB    |
| 8.      | Kim Schiemenz      | Stany Zjednoczone | 8,85  | SB    |

### Skok wzwyż
Źródło: 
| Miejsce | Zawodniczka        | Państwo           | Wysokość (m) | Wysokość (m) | Wysokość (m) | Wysokość (m) | Wysokość (m) | Wysokość (m) | Wysokość (m) | Wysokość (m) | Wysokość (m) | Wysokość (m) | Wynik | Uwagi |
| Miejsce | Zawodniczka        | Państwo           | 1,67         | 1,70         | 1,73         | 1,76         | 1,79         | 1,82         | 1,85         | 1,88         | 1,91         | 1,94         | Wynik | Uwagi |
| ------- | ------------------ | ----------------- | ------------ | ------------ | ------------ | ------------ | ------------ | ------------ | ------------ | ------------ | ------------ | ------------ | ----- | ----- |
| 1.      | Tia Hellebaut      | Belgia            | –            | O            | –            | O            | –            | O            | O            | XO           | O            | XXX          | 1,91  |       |
| 2.      | Naide Gomes        | Portugalia        | –            | –            | O            | O            | O            | O            | XO           | O            | XXX          | –            | 1,88  | NR    |
| 3.      | Karin Ruckstuhl    | Holandia          | –            | O            | O            | O            | XO           | XO           | XXX          | –            | –            | –            | 1,82  | PB    |
| 4.      | Natalija Dobrynska | Ukraina           | O            | O            | O            | O            | O            | XXO          | XXX          | –            | –            | –            | 1,82  | PB    |
| 5.      | Austra Skujytė     | Litwa             | O            | O            | XO           | XXO          | XO           | XXX          | –            | –            | –            | –            | 1,79  |       |
| 6.      | Iryna Butar        | Białoruś          | O            | O            | XO           | XXO          | XXX          | –            | –            | –            | –            | –            | 1,76  | SB    |
| 7.      | Larissa Netšeporuk | Estonia           | O            | O            | XXX          | –            | –            | –            | –            | –            | –            | –            | 1,70  | SB    |
| 8.      | Kim Schiemenz      | Stany Zjednoczone | XXO          | XXX          | –            | –            | –            | –            | –            | –            | –            | –            | 1,67  | SB    |

### Pchnięcie kulą
Źródło: 
| Miejsce | Zawodniczka        | Państwo           | Podejście | Podejście | Podejście | Wynik | Uwagi |
| Miejsce | Zawodniczka        | Państwo           | #1        | #2        | #3        | Wynik | Uwagi |
| ------- | ------------------ | ----------------- | --------- | --------- | --------- | ----- | ----- |
| 1.      | Austra Skujytė     | Litwa             | 16,30     | 16,10     | 15,83     | 16,30 | SB    |
| 2.      | Natalija Dobrynska | Ukraina           | 14,94     | 14,68     | 15,39     | 15,39 | PB    |
| 3.      | Naide Gomes        | Portugalia        | X         | 13,04     | 15,08     | 15,08 | PB    |
| 4.      | Larissa Netšeporuk | Estonia           | 13,15     | X         | 13,46     | 13,46 | SB    |
| 5.      | Iryna Butar        | Białoruś          | 13,31     | 13,16     | 13,22     | 13,31 | PB    |
| 6.      | Karin Ruckstuhl    | Holandia          | 11,37     | 13,21     | 12,65     | 13,21 | PB    |
| 7.      | Kim Schiemenz      | Stany Zjednoczone | 13,15     | X         | X         | 13,15 | SB    |
| 8.      | Tia Hellebaut      | Belgia            | 12,39     | X         | 11,74     | 12,39 |       |

### Skok w dal
Źródło: 
| Miejsce | Zawodniczka        | Państwo           | Podejście | Podejście | Podejście | Wynik | Uwagi |
| Miejsce | Zawodniczka        | Państwo           | #1        | #2        | #3        | Wynik | Uwagi |
| ------- | ------------------ | ----------------- | --------- | --------- | --------- | ----- | ----- |
| 1.      | Karin Ruckstuhl    | Holandia          | 5,64      | 5,86      | 6,57      | 6,57  | PB    |
| 2.      | Naide Gomes        | Portugalia        | 6,45      | X         | 6,42      | 6,45  |       |
| 3.      | Natalija Dobrynska | Ukraina           | 6,12      | 6,35      | 6,43      | 6,43  | PB    |
| 4.      | Austra Skujytė     | Litwa             | 6,29      | 6,07      | 6,38      | 6,38  | PB    |
| 5.      | Tia Hellebaut      | Belgia            | 6,06      | 6,11      | X         | 6,11  |       |
| 6.      | Larissa Netšeporuk | Estonia           | 6,08      | 6,08      | 5,78      | 6,08  | SB    |
| 7.      | Iryna Butar        | Białoruś          | X         | 5,99      | X         | 5,99  | SB    |
| 8.      | Kim Schiemenz      | Stany Zjednoczone | X         | 5,58      | 5,31      | 5,58  | SB    |

### Bieg na 800 m
Źródło: 
| Miejsce | Zawodniczka        | Państwo           | Wynik   | Uwagi |
| ------- | ------------------ | ----------------- | ------- | ----- |
| 1.      | Tia Hellebaut      | Belgia            | 2:18,53 |       |
| 2.      | Natalija Dobrynska | Ukraina           | 2:19,45 | PB    |
| 3.      | Karin Ruckstuhl    | Holandia          | 2:19,92 |       |
| 4.      | Austra Skujytė     | Litwa             | 2:20,24 | SB    |
| 5.      | Naide Gomes        | Portugalia        | 2:21,69 | SB    |
| 6.      | Iryna Butar        | Białoruś          | 2:22,07 | PB    |
| 7.      | Kim Schiemenz      | Stany Zjednoczone | 2:22,27 | SB    |
| 8.      | Larissa Netšeporuk | Estonia           | 2:22,91 | PB    |

### Ostateczna klasyfikacja
| Miejsce | Zawodniczka        | Państwo           | Konkurencje | Konkurencje | Konkurencje | Konkurencje | Konkurencje   | Wynik | Uwagi |
| Miejsce | Zawodniczka        | Państwo           | 60H         | HJ          | SP          | LJ          | 800           | Wynik | Uwagi |
| ------- | ------------------ | ----------------- | ----------- | ----------- | ----------- | ----------- | ------------- | ----- | ----- |
| 01 !    | Naide Gomes        | Portugalia        | 1021 (8,48) | 1080 (1,88) | 866 (15,08) | 991 (6,45)  | 801 (2:21,69) | 4759  | WL    |
| 02 !    | Natalija Dobrynska | Ukraina           | 1021 (8,48) | 1003 (1,82) | 887 (15,39) | 985 (6,43)  | 831 (2:19,45) | 4727  | NR    |
| 03 !    | Austra Skujytė     | Litwa             | 976 (8,69)  | 966 (1,79)  | 948 (16,30) | 969 (6,38)  | 820 (2:20,24) | 4679  | NR    |
| 4.      | Karin Ruckstuhl    | Holandia          | 1041 (8,39) | 1003 (1,82) | 741 (13,21) | 1030 (6,57) | 825 (2:19,92) | 4640  | NR    |
| 5.      | Tia Hellebaut      | Belgia            | 993 (8,61)  | 1119 (1,91) | 687 (12,39) | 883 (6,11)  | 844 (2:18,53) | 4526  |       |
| 6.      | Iryna Butar        | Białoruś          | 997 (8,59)  | 928 (1,76)  | 748 (13,31) | 846 (5,99)  | 796 (2:22,07) | 4315  | PB    |
| 7.      | Larissa Netšeporuk | Estonia           | 956 (8,78)  | 855 (1,70)  | 758 (13,46) | 874 (6,08)  | 784 (2:22,91) | 4227  | SB    |
| 8.      | Kim Schiemenz      | Stany Zjednoczone | 941 (8,85)  | 818 (1,67)  | 737 (13,15) | 723 (5,58)  | 793 (2:22,27) | 4012  | SB    |